# Tirrillregler
Der Tirrillregler ist ein Zweipunktregler zur Konstanthaltung bzw. Regelung der Ausgangsspannung von Wechsel- bzw. Drehstromgeneratoren. Benannt ist er nach dem US-amerikanischen Elektrotechniker Allen Augustus Tirrill (1872–1925).

## Funktionsweise
Der Tirrillregler greift in den Erregerkreis des Generators ein. Er besteht im Prinzip aus zwei Kontakten, die im geschlossenen Zustand einen Widerstand im Erregerstromkreis überbrücken. Wird der Widerstand überbrückt, fließt ein großer Erregerstrom, die Generatorspannung steigt. Öffnet nun einer der beiden Kontakte, liegt der Widerstand im Erregerstromkreis und vermindert die Erregung; die Generatorspannung sinkt. Die geregelte Ausgangsspannung schwankt um einen Mittelwert. Die Kontakte schalten meistens fünf- bis siebenmal pro Sekunde.

### Spulensysteme
Die beiden Kontakte werden mechanisch über Hebel und Eisenkerne von Tauchspulen angesteuert.
- Eines der Spulensysteme überwacht die Generatorspannung. Die Tauchspule wird über einen Vorwiderstand angesteuert, der einen zur Spannung proportionalen Strom erzeugt. Der Eisenkern hält sich mit der Elektromagnetenkraft im Gleichgewicht, eine Änderung bringt den Hebel zum Kippen.
- Das zweite Spulensystem wird von der Erregerspannung angesteuert. Bei zu hoher Erregung wird der Eisenkern angezogen, so dass der zweite Kontakt nach den gleichen Prinzip wie der erste Kontakt die Überbrückung des Erreger-Widerstandes öffnet.

Der zweite Kontakt besitzt außerdem oftmals noch eine Feder. Der „Generatorspannungs-Kontakt“ ist häufig mit einer Öldämpfung ausgestattet, die das Zeitverhalten des Reglers bestimmt.